# Giacomo Perinetti
Giacomo Perinetti, noto in tedesco come Jacob Perinetti o Jacopo Perinetti (... – Dorstadt, 4 gennaio 1716) è stato uno stuccatore italiano del Barocco.
Fra le sue opere più famose, si ricordano gli stucchi realizzati fra il 1708 e il 1714, conservati nel castello di Blankenburg.

## Biografia
Riguardo alla vita di Giacomo Perinetti ci sono poche informazioni. Era figlio di Filippo Parinetti ed era originario della Val d'Intelvi, fra Como e Lugano. Da questa regione e soprattutto da Luino sono documentate molte famiglie che per generazioni si sono dedicate al lavoro di stuccatori. Da questo ambiente culturale è quindi collocabile la figura di Giacomo Perinetti.
Attivo all'inizio della sua carriera in Veneto per poi trasferirsi in Germania, lavorando presso le varie corti ducali e principesche tedesche.

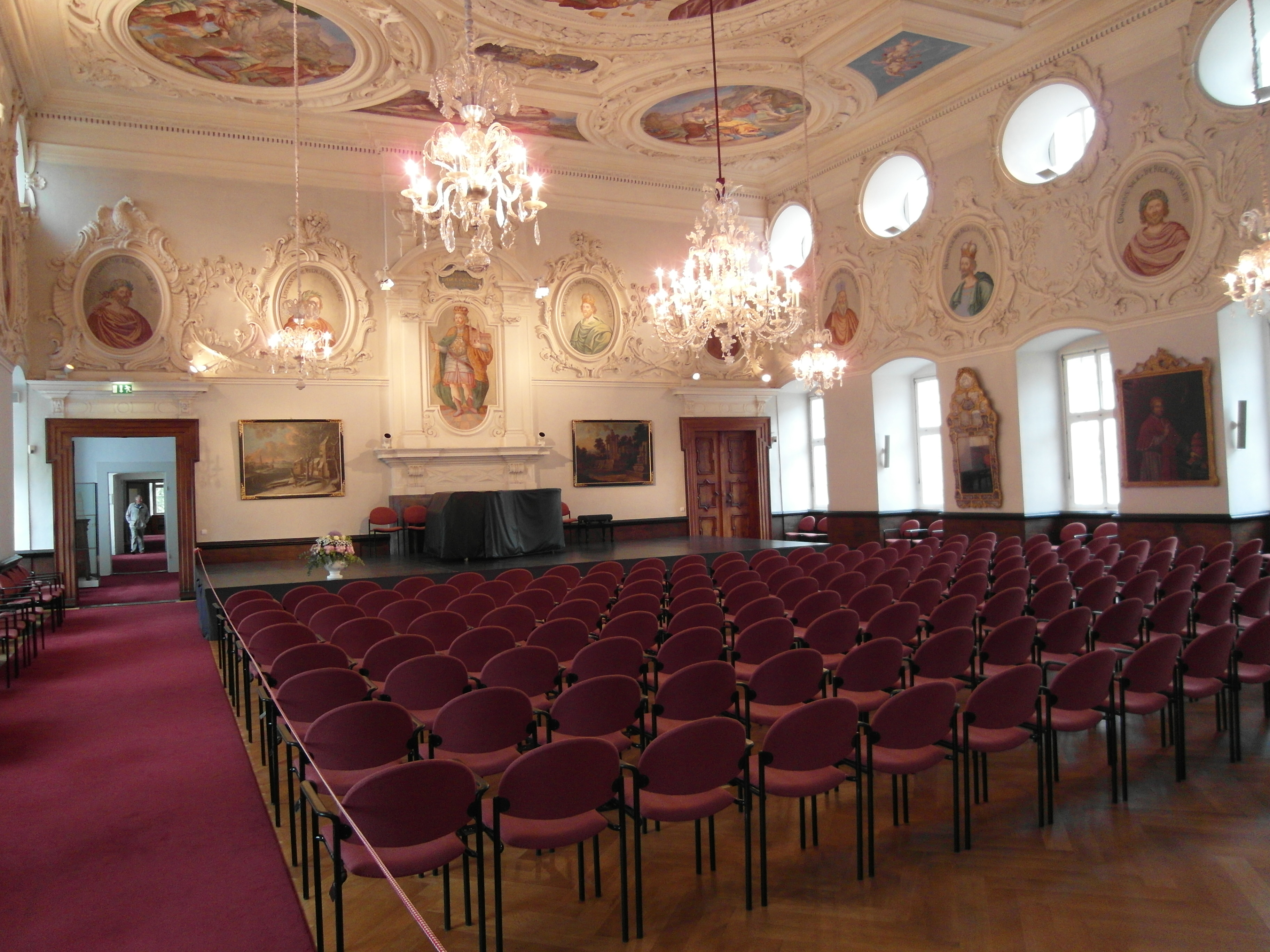
Stucchi nel castello di Corvey

Dopo alcuni lavori in Germania, fra il 1685 e il 1689 Perinetti lavora ad Hannover, decorando le sale del Leineschloss di Hannover, così come gli stucchi presenti nel Großen Garten, all'interno del parco Herrenhäuser Gärten.
Successivamente  dal 1696 è attivo alla corte di Brunswick-Wolfenbüttel. Presso questa corte, si ricordano i lavori di stuccature nel castello di Salzdahlum e in quello di Wolfenbüttel. Qui è documentata anche una collaborazione con l'architetto di corte Hermann Korb.
Altri lavori di Perinetti sono conservati nel castello presso l'Abbazia di Corvey (1704) e nel castello di Bad Pyrmont (1706-10), qui collaborando nuovamente con Hermann Korb.